# Европейски път E28
E28 е автомобилен път отевропейската пътна мрежа, свързващ Берлин с Минск. Пътят преминава през територията на Германия, Полша, Калининградска област на Русия, Литва, Беларус. Основните градове по маршрута са: Берлин, Шчечин, Гданск, Калининград, Вилнюс, Минск.

## Маршрут
Общата дължина на пътя е 1230 km.
- Германия
  -  Берлин
- Полша
  - A6S66 Шчечин, Голеньов, Кошалин, Гдиня, Гданск
  - S77 Елбльонг
  - S2222
  - 54
- Русия
  - 27А-00327А-008 Калининград
  - А229 Черняховск, Нестеров
- Литва Литва
  - A7 Мариямполе
  - A16 Пренай, Тракай, Вилнюс
  - A3
- Беларус
  - М7 Ошмяни
  - М6 Воложин, Минск